# Patrick Gyger
Pour les articles homonymes, voir Gyger.
Patrick J. Gyger, né le 8 février 1971 à São Paulo au Brésil, est un historien, écrivain et curateur suisse,. Il est le directeur général de la fondation Plateforme 10.

## Biographie
Après une enfance au Brésil, Patrick Gyger s'installe en Suisse où il suit une formation d'historien à l'université de Lausanne. Il publie en 1998 L’Épée et la Corde : criminalité et justice à Fribourg (1475-1505).

## Maison d'Ailleurs
De 1999 à 2011, Patrick Gyger est directeur de la Maison d'Ailleurs, musée de la science-fiction, de l'utopie et des voyages extraordinaires à Yverdon-les-Bains.
Dans le cadre du musée, il a entre autres coordonné pour l'Agence spatiale européenne la publication de Innovative Technologies from Science Fiction for Space Application (ESA, BR-176, 2001) et cofonde le symposium « Imaging the Future » sur les nouvelles technologies numériques à Neuchâtel en 2004. 
En outre, est paru sous sa direction et celle de Gianni Haver (2002), De beaux lendemains ? Histoire, société et politique dans la science-fiction (Lausanne, Antipodes), nommé pour le Grand Prix de l'Imaginaire 2003 (catégorie Essai). En 2005, il publie Les voitures volantes. Souvenirs d'un futur rêvé aux éditions Favre.
En 2008, Patrick Gyger ouvre l'Espace Jules Verne, une extension de la Maison d'Ailleurs dévolue à Jules Verne et aux voyages extraordinaires. Ce musée remanié reçoit le Grand Prix de l'Imaginaire 2010, catégorie « Prix européen ».

## Lieu unique
Entre 2011 et 2020, Patrick Gyger succède à Jean Blaise comme directeur du Lieu unique à Nantes, et  place son projet sous le signe de l'utopie. Il lance les festivals Un Week-end singulier (pratiques hors normes et art brut), Assis ! Debout ! Couché ! (musique), les Géopolitiques de Nantes (avec Pascal Boniface), Atlantide (festival de littérature, placé sous la direction artistique d'Alberto Manguel) ou encore Variations (musique).

## Plateforme 10
Dès janvier 2021, Patrick Gyger recouvre le rôle de premier directeur général de la fondation Plateforme 10 et dirige ainsi le pôle muséal dont font partie le Musée cantonal des beaux-arts, le Photo Elysée, le Mudac ainsi qu'un jardin botanique,.

## Autres activités
Patrick Gyger a également été directeur artistique des Utopiales, festival international de science-fiction de Nantes de 2001 à 2005. 
Il a fondé une entreprise dans le domaine de la culture spatiale (spaceOp sàrl), fait partie de la Fondation Tanagra pour l'Art, et enseigné à la Haute École d'art et design de Genève, ainsi qu'à l'École professionnelle d'art contemporain de Saxon.
En 2009, il présente la conférence d'ouverture de Lift à Genève.
En 2014, le Conseil fédéral le nomme consul honoraire de Suisse à Nantes.
En 2017, il est le commissaire de l'exposition itinérante « Into the Unknown: A Journey through Science Fiction », produite par le Barbican Centre (Londres).

## Prix et honneurs
En 1997, Patrick Gyger a reçu le prix de faculté de l'université de Lausanne et en 2002 le grand prix de l'Imaginaire, catégorie « prix européen » pour son travail à la Maison d'Ailleurs.
En 2006, il est cité parmi les « 100 personnalités qui font la Suisse romande » par le magazine L'Hebdo (Suisse).
En 2017, il est fait chevalier des Arts et des Lettres par le ministre français de la culture.

## Œuvres
- L’épée et la corde : criminalité et justice à Fribourg (1475-1505) en 1998.
- (Ed. avec Gianni Haver) De beaux lendemains ? Histoire, société et politique dans la science-fiction, Antipodes, 2001
- (Ed.) « Les nouvelles technologies dans la science-fiction appliquées au domaine spatial », ESA, 2001
- (Ed.) « Îles sur le toit du monde, une anthologie de science-fiction suisse », Archipel, 2003
- (Ed. avec Martine Thomé), Hommage à Pierre Versins, L'Âge d'Homme, 2003
- (Ed.) « Science Fiction, Technology Fact », Agence spatiale européenne, 2004
- (Ed.) « La liberté sur le fil : Hanspeter Kamm », Maison d'Ailleurs/Humus, 2005
- Les voitures volantes : souvenirs d'un futur rêvé  (Favre, 2005)
- (Ed.) « Mondes miroirs », Maison d'Ailleurs, 2006
- (Ed.) « Le livre qui rend fou : autour du livre de raison de HP Lovecraft », 2007
- (Ed. avec Payot Libraire) « Jules Verne, un portfolio », Payot, 2008
- (Ed.) « La compagnie noire : illustrations de Didier Graffet », 2009
- (Ed.) « Lignes de fuite : Mervyn Peake, l'œuvre illustrée », 2009
- (Ed.) « Les robots rêvent-ils du printemps ? L'art de Ken Rinaldo », 2010
- (Ed. avec Ugo Bellagamba et Roland Lehoucq) « Sciences et science-fiction », La Martinière, 2010
- (Coauteur) « Multivers - Mondes possibles de l'astrophysique, de la philosophie et de l'imaginaire », La ville brûle, 2010
- (Traducteur) « Le capitaine Massacrabord » de Mervyn Peake, La Joie de Lire, 2011
- (en) « Flying Cars: The Extraordinary History of Cars designed for Tomorrow », Haynes, 2011
- (Ed.) Jérôme Zonder : Au village (Le lieu unique, 2014)
- (Ed.) Véréna Paravel et Lucien Castaing-Taylor : Léviathan et ses fantômes (Le lieu unique, 2016)
- (Ed.) H. R. Giger : Seul avec la Nuit (Le lieu unique, 2017)
- (Ed.) Komorebi : Art brut japonais (Le lieu unique, 2017)
- (Ed.) Into the Unknown : A Journey through Science Fiction (Barbican, 2017)
- (Coauteur avec Andreas Reinhard) Les Nouvelles voitures volantes (Favre, 2019)